# Sertularia linkoi
Sertularia linkoi är en nässeldjursart som beskrevs av Kudelin 1914. Sertularia linkoi ingår i släktet Sertularia och familjen Sertulariidae. Inga underarter finns listade i Catalogue of Life.